# Меджугор'є

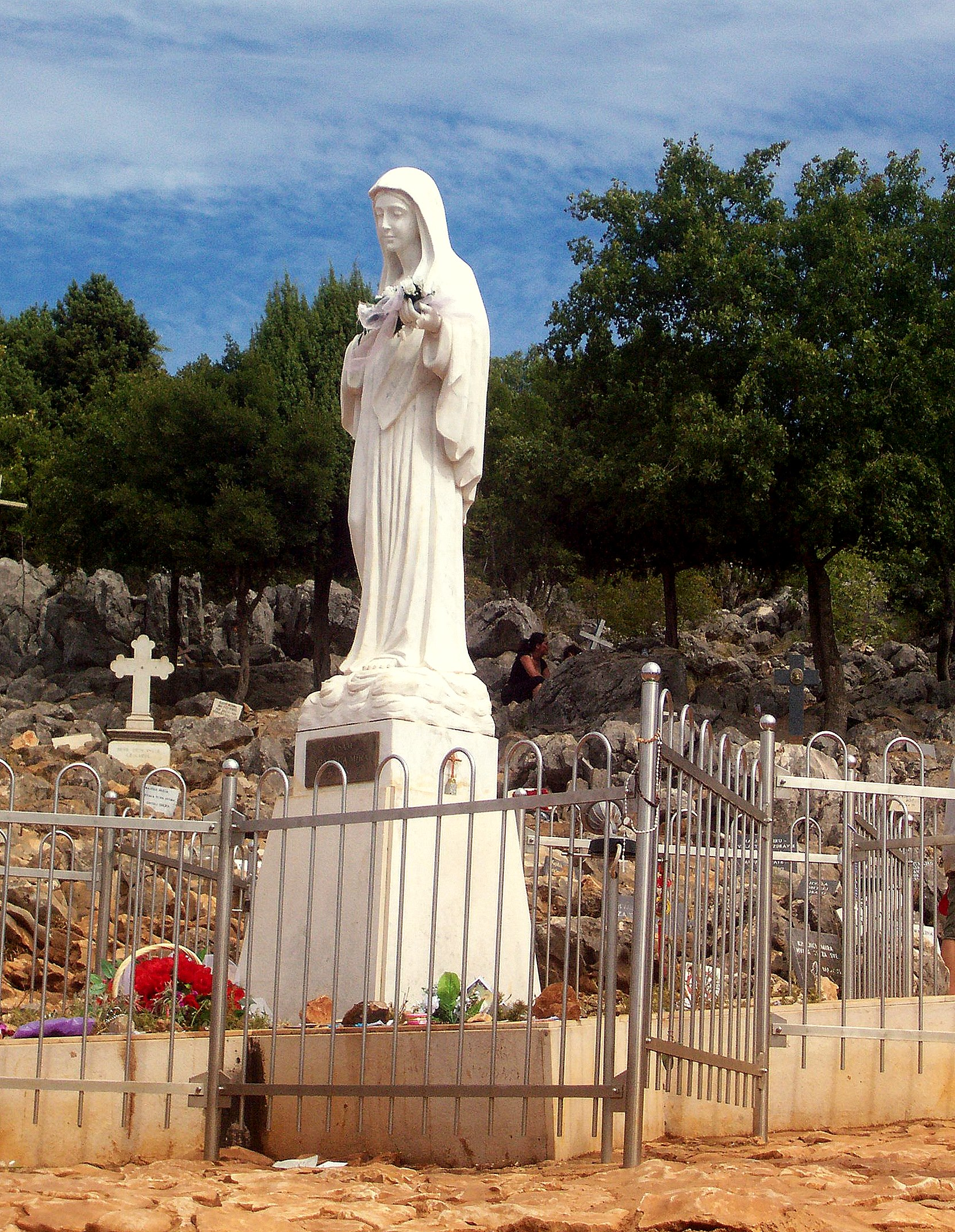
Скульптура Діви Марії на місці її явлення

Меджугор'є (хорв. Međugorje, Medjugorje, укр. Міжгір'я) — містечко в Боснії та Герцеговині, у західній частині Герцеговини, за 25 км від Мостара. Населення становить приблизно 4 тис. мешканців, хорватів за національністю. Уславилося починаючи з 80-х років XX століття об'явленням Божої Матері. 
Щорічно до Меджугор'я здійснюють паломництво понад мільйон християн різних конфесій із усього світу. Назва місця паломництв — Там, де Небо торкається землі.

## Історія парафії та об'явлень
Як самостійна парафія, Меджугор'є вперше згадується в 1599 року. Ця парафія була заснована в 1892 році й посвячена святому апостолові Якову Старшому, заступнику паломників. Перша церква була побудована в 1897 році
Перше об'явлення Діви Марії у Меджугор'ї відбулося приблизно о вісімнадцятій годині 24 червня 1981 року. Боснія і Герцеговина у той час входили до складу СФРЮ, яку очолювали комуністи. Подія відбулася в місцині, яку називають Подбрдо (гора Црніца). Під час першого об'явлення місцеві діти побачили неймовірно красиву молоду Жінку з Немовлям на руках. В перший день Жінка не розмовляла з дітьми. 
На другий день, 25 червня 1981 року Богородиця молилася разом з дітьми і потім мала з ними розмову. Її поява на другий та третій день супроводжувалась спалахами світла. 
26 червня 1981 року відповідаючи на запитання Мір'яна «Як Тебе звати?» Жінка відповіла: «Я – Благословенна Діва Марія». Також у третій день Богородиця, плачучи, закликала до миру. В цей час за нею було видно хрест.
|                                                                    | Мир, Мир, Мир – і тільки мир! Мир повинен заволодарювати між людиною і Богом і між самими людьми! |
| — https://medjugorje.com.ua/pro/istoria/830-istoriya-obyavlen.html |                                                                                                   |

27 червня Богородиця тричі з'являлася дітям і відповідала на їхні питання, а також закликала священників до твердої віри, а дітей — не боятися звинувачень. Це було пов'язано з тим, що багато місцевих жителів спочатку віднеслися до повідомлень дітей скептично. Візіонерів звинувачували в брехні, божевіллі, навіть у вживанні наркотиків. 
На четвертий день, 28 червня 1981 року на місці об'явлень зібралося понад 15 тисяч людей. Також був присутній парох о. Йозо Зовко. Діву Марію бачили тільки шестеро дітей, а для вірян, що стояли поруч, вона була невидима. На шостий день дітей відвезли до лікарні, де після огляду їх визнали здоровими. На сьомий день дві жінки обманом відвезли двох з дітей-візіонерів подалі від місця об'явленя. Але коли діти вийшли з машини, зі сторони гори Подбрдо, до якої було більш як кілометр відстані, з'явилася Богородиця. Вона помолилася разом із ними сім разів «Отче наш», сім разів «Радуйся, Маріє» і «Слава Отцю».
Незабаром після цього втрутилася комуністична влада заборонила і дітям, і всьому народові підніматися на Подбрдо.
Об'явлення не припинилися і після заборони, діти могли бачити Богородицю у різних затишних місцях.
15 січня 1982 року під час спільної молитви на вервиці Діву Марію побачив о. Йозо Зовко, який до того був противником будь-яких розмов про явління.
Віруючі зазнавали нових утисків від комуністичної влади, тому з 15 червня 1982 року з дозволу парафіяльного священника і за згодою Богородиці їхні зустрічі стали проходити в невеличкому приміщенні парафіяльної церкви. Із квітня 1985 року на бажання єпархіального єпископа діти повинні були покинути церкву, й відтоді явління перемістилися до маленької кімнатки парафіяльного дому.
Після падіння комуністичного режиму в 1990 році, ситуація трохи змінилась. Однак скоро почалась війна в колишній Югославії. Незважаючи на важкий період, пов'язаний з війною і те, що кількість паломників зменшилась, зацікавлення посланнями зростало і щораз більша кількість людей прагнула мати зв'язок з Меджугор'єм.
В листопаді 1993 року, розпочав свою діяльність «Інформаційний центр – МІР». З метою збереження інформації з усього світу, було створено архіви і бібліотеки. Метою діяльності центрів є передача інформації з парафії св. Якова, що в Меджугор'є , а також офіційного вчення католицької церкви щодо об'явлень.
Поступово завдяки старанням отця-францисканця Славка Барбаріча місце об'явлень перетворилося на великий центр паломництва, в якому постійно перебувають сотні людей та відбуваються різноманітні заходи — спільні молитви, адорації, дні духовної віднови, зустрічі молоді і т.ін.
Явлення Діви Марії тривають й досі кожного дня. 

### Пульсація сонця
Деякі з об'явленнь супроводжувались спалахами світла. Крім того під час адорацій були неодноразово зафіксовані пульсації Сонця, які ще називають Чудом Сонця або Танцем Сонця і які нагадують подібне диво у Фатімі. Скептики пояснюють такий ефект маніпуляціями з затвором фотоапарата хоча є відео, зняті на камеру смартфона. Youtube переповнений аматорськими фільмами паломниками з різних країн, знятими в Меджугор'ї, в яких крім пульсацій сонця знімаються також люди, які коментують це явище. Також можна знайти відгуки людей, які були скептиками, але стали свідками пульсацій.

## Послання
Бесіди Діви Марії з візіонерами, звані посланнями, записуються і поширюються усіма поширеними мовами світу. В останні роки всі контакти візіонерів записуються на відео і виставляються на сервісі YouTube. Є також сайт, на якому публікуються всі Послання Богородиці, найвідомішим з яких є Послання 25 числа кожного місяця до Марії Лунетті-Павлович.
Богородиця у зверненнях до людства, переданих через візіонерів, закликає до любові, миру і покори. Спасіння душі, за Її словами, можливе за допомогою 5 дарів, які має людство:
1. Свята Євхаристія (причастя)
2. Свята Літургія
3. Сповідь
4. Читання Святого Письма
5. Молитва на вервиці — три таїнства Розарію кожен день.
Крім того, Діва Марія постійно наголошує, що піст та молитва, любов та мир у власному серці здатні зупинити війну.
Два рази Богородиця у своїх щомісячних посланнях згадувала Фатіму — один раз 25 серпня 1991 року, після початку кривавої війни на Балканах, другий раз — під час війни Росії проти України, 25 січня 2023 року.

## Візіонери
У перший день об'явлень візіонерами стали шестеро дітей: Іванка Іванкович, Іван Іванкович, Віцка Іванкович, Мiр'яна Драгилевич, Іван Драгилевич і Мілка Павлович. Однак 25 червня двоє дітей (Іван Іванкович і Мілка Павлович) не пішли на гору, а замість них прийшли Марія Павлович та Яків Чоло. З тих пір Матір Божа з'являється тільки тим дітям, які були на другий день об'явлень.
Лише троє з шести візіонерів можуть Її бачити щоденно, іншим трьом Богородиця являється рідше. 
Богородиця відкривалася не лише візіонерам — траплялося, що бачити Її могли й інші люди. В 2010 році її бачив мешканець Тернополя на горі під Бордо. Перед обʼявою тричі наблизилася та віддалилася зоря на небі.    

## Україна
У липні 2014 року, завдяки ініціативі спільноти "Світло Марії", в Меджугор'є створюється інформаційний центр для всіх українців. Діяльність центру розпочинається із запуску інтернет-сайту www.medjugorje.com.ua. Український центр виник як дев'ятий, раніше почали свою діяльність інформаційні центри з перекладами хорватською, англійською, італійською, німецькою, іспанською, французькою, арабською та польською мовами. Наразі в Україні діють паломницькі центри, які організовують поїздки до Меджугор'я, українські паломники приймають участьу різноманітних заходах, наприклад у спільній молитві за мир, публікують враження від паломництв на сайтах та у соцмережах.

## Ставленняримо-католицької церквидо паломництва
З листопада 2013 року католикам не дозволено брати участь у заходах та офіційних церковних паломництвах, які виходять з того, що таке об'явлення мало місце. Ватикан підтримує позицію єпископату колишньої Югославії, на думку якого не можна підтвердити надприродного характеру об'явлень, які почалися у Меджугор'є. До підтвердження не було дозволено організовувати там офіційні паломництва. Але вірні, які сюди прибувають, повинні бути оточені душпастирською опікою. Щороку Меджугор'є відвідує 2 млн. осіб. На даний час при Апостольському Престолі працює комісія, яка досліджує ці об'явлення.
У вересні 2024 року Дикастерія віровчення видала документ, затверджений Папою Франциском, який хоч прямо  не підтверджує надприродність того, що відбувається в Меджугор'є, але визнає щедрі духовні плоди об'явлень - навернення, покликання до священства, духовна віднова, зцілення, примирення родин і т.п. Декларація nіhil obstat (ніщо не заважає) вказує на те, що вірні «можуть отримати позитивний стимул для свого християнського життя через цю духовну пропозицію, і дозволяє публічний культ». Також документ заохочує оцінити духовну цінність об'явлень та поширювати цей досвід.
З 25 вересня 2024 року  послання через візіонерів мають примітку - з церковним погодженням.